# Торжественное открытие II конгресса Коминтерна во дворце Урицкого в Ленинграде
Торжественное открытие II конгресса Коминтерна во дворце Урицкого в Ленинграде (сокращённо II конгресс Коминтерна) — картина Исаака Бродского, написанная им в 1920—1924 годы и изображающая открытие II конгресса Коммунистического интернационала в 1920 году.
Октябрьскую революцию Бродский встретил с воодушевлением и решил, что «отобразить революционную эпоху и её великих людей — долг каждого художника». Бродского пригласили на II конгресс Коминтерна, одно из важнейших событий послереволюционного времени, для фиксации всего происходящего. Он вспоминал:

Мысль написать картину «II-ой Конгресс Коминтерна» появилась у меня сразу же после того, как мне посчастливилось побывать на открытии конгресса. Зрелище было грандиозное, торжественное и очень пышное. Мне казалось, что и в картине оно должно быть интересным.
Комитет по организации Конгресса поручил ему создать рабочую группу, в которую Бродский привлёк художников Л. О. Пастернака, Б. М. Кустодиева, М. В. Добужинского, С. В. Чехонина, Г. С. Верейского, Г. К. Савицкого, К. А. Вещилова и скульптора Н. А. Андреева. Они помогали ему делать наброски портретов делегатов. Конгресс проходил с 19 июля по 7 августа 1920 года, сначала в Петрограде, а затем в Москве. Бродский посещал все его заседания, создал более сотни зарисовок, некоторые из которых делались уже на III Конгрессе в 1921 году. Работать ему приходилось в непростых условиях: в поезде между двумя столицами, в гостиницах ранним утром и поздним вечером. Часть делегатов приехала в Россию нелегально и позировала неохотно, иногда зарисовывать их приходилось скрытно.
Работа над картиной была завершена в 1924 году. В конце этого года она представлена публике в московском Музее изящных искусств, после чего сразу же приобрела широкую популярность и была показана в Ленинграде, Перми, Свердловске. Успех картины у зрителя замечал А. В. Луначарский, при этом невольно подчёркивая неискушённость этого зрителя. И. Е. Репин, учитель Бродского, назвал его «Рафаэлем нашего времени» и отозвался о картине следующим образом: 

«Торжественное открытие II Конгресса» — картина Исаака Бродского представляет такое необыкновенное явление, что о нем можно только благоговейно молчать. Такая масса лиц (600) и движений, и все портреты, и все они действуют, начиная с главного оратора Ленина. Это колоссальный труд, и выполнение такой сложной композиции — мы знаем их — редкость.
Звучали и негативные отзывы. Например, картину называли «хорошо раскрашенной фотографией».
Картина представляет собой колоссальный групповой портрет, на котором изображено около 600 человек. Сохранился каталог-путеводитель по картине. В нём названы имена 226 человек, то есть это — реальные исторические лица, революционеры, ведущие деятели рабочего и коммунистического движения. Из них почти половина позднее была расстреляна, в том числе в ходе сталинских репрессий. Именно по причине изображённых на картине «врагов народа» она оказалась в СССР под запретом и долгое время находилась в запасниках Исторического музея. 
К моменту завершения работы в 1924 году Бродскому пришлось убрать из картины члена президиума конгресса, руководителя компартии Германии в 1920 году Пауля Леви, который стал критиковать большевиков, вышел из состава ЦК германской компартии и был исключен из партии, и заменить его на Клару Цеткин (которая на самом деле не была делегатом конгресса). Также Бродский не изобразил на своей картине присутствовавших на конгрессе Анжелику Балабанову и Сильвию Панкхёрст (хотя их сделал портретные зарисовки), так как к 1924 году Балабанова также идейно разошлась с большевиками, а С. Панкхёрст критиковала В. И. Ленина еще на самом конгрессе. При этом Бродский изобразил на картине не присутствовавшего на конгрессе Белу Куна.
Бродскому удалось передать приподнятую атмосферу заседания и показать огромное количество людей, не поместив никого спиной ни к зрителю, ни к говорящему с трибуны речь В. И. Ленину. Искусствовед В. М. Бялик отмечает в картине, возможно неосознанное, утверждение имперского парадного стиля, который позднее окажется характерным для советского искусства. В плане колористики торжественным является только дворец, сами же члены Конгресса представлены в виде однородной серо-коричневой массы.